# 2,4-Dinitrotolueno
| DNT |

| Nombre de la IUPAC         | 1-metil-2,4-dinitro benceno                    |
| Fórmula química            | C7H6N2O4                                       |
| Peso molecular             | 182.134 g/mol                                  |
| Sensibilidad al choque     | Insensible                                     |
| Sensibilidad a la fricción | Muy baja                                       |
| densidad                   | 1.52 g/cm³ at 20 °C                            |
| Velocidad explosiva        | ? m/s                                          |
| Factor E.R.                | ?                                              |
| Punto de fusión            | 70 °C                                          |
| Punto de ebullición        | Se descompone a 300 °C                         |
| Apariencia                 | amarillo anaranjado pálido, sólido cristalino. |
| Número CAS                 | 121-14-2                                       |
| PubChem                    | 8461                                           |
| SMILE                      | CC1=C(C=C(C=C1)[N+] (=O)[O-])[N+](=O)[O-]      |

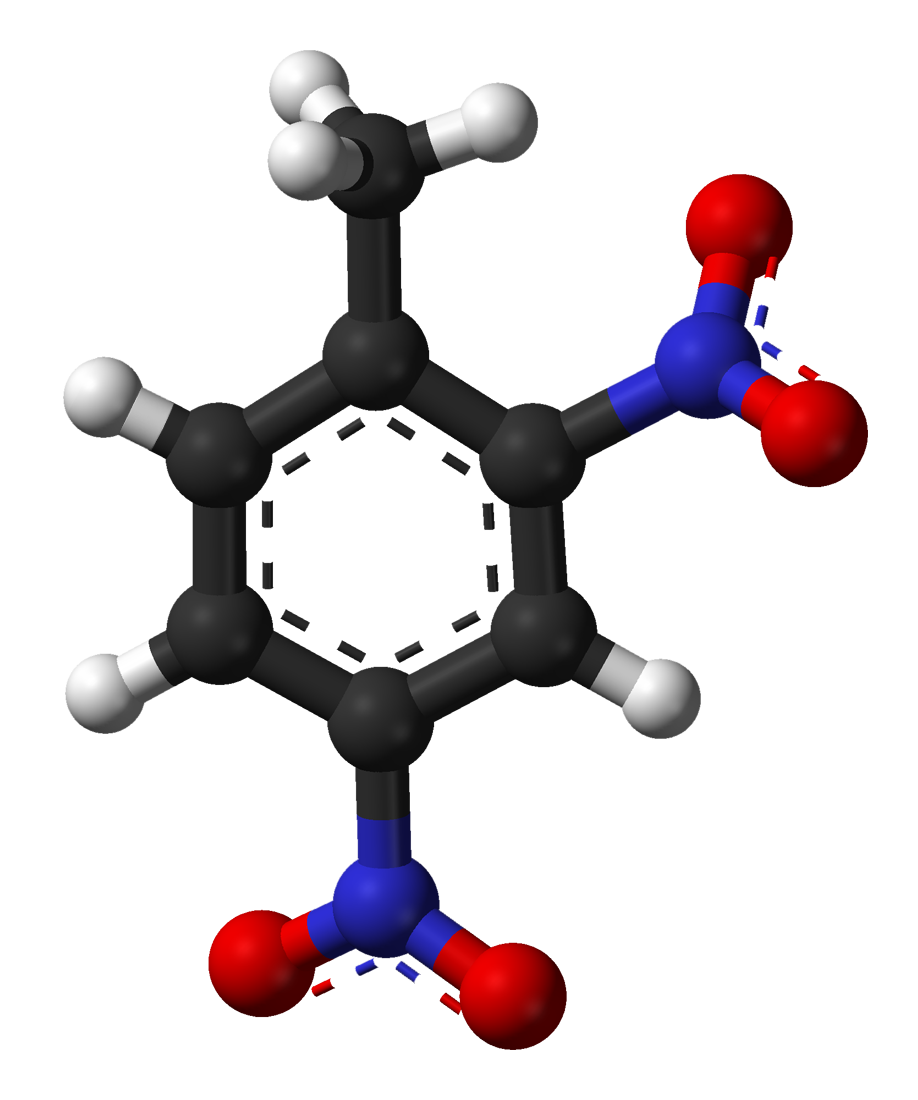
Modelo con bolas 3D.

El 2,4-dinitrotolueno es un explosivo con fórmula química C6H3(CH3)(NO2)2. A temperatura ambiente es un sólido cristalino de color amarillo anaranjado pálido con un ligero olor. Es un alto explosivo. Es uno de los precursores del trinitrotolueno (TNT), sintetizado a partir de tres separadas del tolueno. El primero de los productos obtenidos es el mononitrotolueno, el DNT es el segundo y el TNT el tercero y final.
El dinitrotolueno es también un intermediario en la síntesis del diisocianato de tolueno (TDI), importante precursor de poliuretano.

## Obtención
El 2,4-dinitrotolueno no se encuentra en la naturaleza, solo se puede obtener mediante síntesis a partir del tolueno.

## Usos
La mayoría del DNT se utiliza en la producción de diisocianato de tolueno, que se utiliza para producir espumas de poliuretano flexibles usadas en la industria del mueble y en la de los colchones. El DNT se hidrogena para producir diamina de tolueno, que a su vez se fosgena para formar el diisocianato de tolueno.
Otros usos incluyen las industrias de explosivos, tintes y plásticos. Por sí mismo no se utiliza como explosivo, sino que se convierte en TNT o se utiliza como aditivo a otros compuestos.
También se utiliza en los airbags de los vehículos.
Existen 6 isómeros posibles del dinitrotolueno. Los más comunes de ellos son el 2,4-dinitrotolueno (CAS 121-14-2) y el 2,6-dinitrotolueno (606-20-2).